# Barnyard
Barnyard là một bộ phim hài hoạt hình máy tính năm 2006 do O Entertainment sản xuất và được phân phối bởi Paramount Pictures và Nickelodeon Movies. Phim do Steve Oedekerk làm đạo diễn, sản xuất và viết kịch bản.

## Lồng tiếng
- Kevin James vai Otis
- Sam Elliott vai Ben
- Danny Glover vai Miles
- Courteney Cox vai Daisy
- Jeffrey Garcia vai Pip
- Cam Clarke vai Freddy
- Rob Paulsen vai Peck
- Tino Insana vai Pig
- Dom Irrera vai Duke
- Wanda Sykes vai Bessy
- Andie MacDowell vai Etta
- S. Scott Bullock vai Eddy
- John Di Maggio vai Bud
- Maurice LaMarche vai Igg
- David Koechner vai Dag
- Madeline Lovejoy vai Maddy the chick
- Steve Oedekerk vai ông Beady
- Maria Bamford vai cô Beady
- Fred Tatasciore vai người nông dân